# سابور الخامس
سابور شهربراز المعروف أيضا باسم شابور الخامس، وهو أحد المغتصبين للحكم الساساني والذي حكم لفترة قصيرة في عام 630 حتى تمت الإطاحة به لصالح آزرمي دخت.